# 21 Cassiopeiae
21 Cassiopeiae (21 Cas / HR 192) és un sistema estel·lar a la constel·lació de Cassiopea que s'hi troba a 99,5 parsecs (324 anys llum) del sistema solar. Està compost pels estels YZ Cassiopeiae (HD 4161) i HD 4161 B.
YZ Cassiopeiae és una binària on l'estel primari és un estel amb línies metàl·liques de tipus espectral A1m i l'estel secundari és una estrella F2V, semblant per exemple a σ Bootis. La component principal té una temperatura efectiva de 10.200 ± 300 K i és 63 vegades més lluminosa que el Sol. Té una massa de 2,32 masses solars i un radi 2,54 vegades més gran que el radi solar. Gira sobre si mateixa amb una velocitat de rotació projectada de 27 km/s. El seu acompanyant —amb 1,35 masses solars i un radi un 35% major que el radi solar— té una temperatura superficial de 7.200 K. És 4,4 vegades més lluminosa que el Sol i rota a una velocitat igual o superior a 16 km/s.
YZ Cassiopeiae és una binària eclipsant el període orbital de la qual és de 4,467 dies. L'eclipsi principal provoca una disminució de lluentor de 0,41 magnituds mentre que en el secundari, el descens de lluentor és d'amb prou feines 0,07 magnituds. Aquesta binària posseeix un camp magnètic moderadament intens (<Be> = 655 G). La seva edat és de 250 milions d'anys aproximadament.
HD 4161 B, el tercer estel del sistema, té magnitud aparent +9,7 i, visualment, està separada 36,1 segons d'arc d'YZ Cassiopeiae. Bastant allunyada de la binària, empra més de 86.500 anys a completar una òrbita al voltant d'ella. La seva massa és un 20% inferior a la del Sol.